# Antonio Di Salvo
Antonio Di Salvo (* 5. Juni 1979 in Paderborn) ist ein ehemaliger deutsch-italienischer Fußballspieler und derzeitiger Fußballtrainer.
Er lief im Herrenbereich für den SC Paderborn in der Regionalliga West/Südwest sowie später im Profifußball für den FC Bayern München, für Hansa Rostock sowie für den TSV 1860 München auf, ehe er in Österreich beim Kapfenberger SV seine Karriere beendete. In Deutschland lief Di Salvo in der ersten sowie zweiten Bundesliga in 183 Spielen auf und schoss dabei 31 Tore. Seit seinem Karriereende arbeitet er als Fußballtrainer und war von 2011 bis 2013 Co-Trainer der B-Jugend des FC Bayern München, bevor er acht Jahre lang Assistenztrainer von deutschen Nachwuchsnationalmannschaften war, zunächst von den U19-Junioren sowie danach der U21-Auswahl. Als Assistenztrainer gewann er zunächst mit der deutschen U19-Nationalmannschaft 2014 die U19-Europameisterschaft, 2017 und 2021 mit der U21-Nationalelf die U21-EM. Im Herbst 2021 wurde Antonio Di Salvo Cheftrainer der deutschen U21-Nationalmannschaft.

## Karriere als Spieler
Di Salvo begann beim BV Bad Lippspringe mit dem Fußballspielen und wechselte als 12-Jähriger zum TuS Paderborn-Neuhaus. 1996 spielte er für den Verein, der sich 1997 in SC Paderborn 07 umbenannte, in der Regionalliga West/Südwest als Stürmer. Bis zum 18. Dezember 1999 (21. Spieltag) absolvierte er 53 Ligaspiele und erzielte 16 Tore.
Als 20-Jähriger wechselte er im Januar 2000 zum FC Bayern München. Zunächst in der Amateurmannschaft in der Regionalliga Süd eingesetzt, debütierte er am 19. August 2000 (2. Spieltag) beim 3:0-Sieg im Auswärtsspiel gegen den VfL Bochum in der Bundesliga, als er für Carsten Jancker in der 71. Minute eingewechselt wurde. Es folgten fünf weitere – durch späte Einwechslungen geprägte – Einsätze in der Bundesliga und ein Einsatz in der Champions League. Diese konnte der FC Bayern am 23. Mai 2001 durch einen Sieg im Elfmeterschießen gegen den FC Valencia gewinnen, wobei der gebürtige Paderborner nicht zum Kader gehörte.
Ende Juli 2001 bestritt er noch ein Spiel im Ligapokal für den FC Bayern München und das erste Saisonspiel für den FC Bayern München Amateure, bevor er am 1. August zum Bundesligisten Hansa Rostock wechselte. Für den bestritt er bis zum Abstieg 2005 94 Ligaspiele und erzielte 17 Tore. In der Folgesaison – Di Salvo blieb in Rostock – erzielte er drei Treffer in 18 Zweitligaspielen. Des Weiteren kam er zu acht Spielen um den DFB-Pokal (5 Tore) und einem Spiel im Ligapokal-Wettbewerb. In seiner Zeit in Rostock kämpfte er oft mit Verletzungen, häufig konnte er deswegen nur für kurze Zeit eingesetzt werden.
2006/07 – im Sommer 2006 ablösefrei verpflichtet – gehörte er dem Kader des Zweitligisten TSV 1860 München an, deren Stammspieler (25 Spiele, 3 Tore) er in der Hinrunde war. In der Rückrunde warf ihn allerdings eine Muskelverletzung im Oberschenkel zurück, wodurch Di Salvo seinen Stammplatz verlor.
Die Saison 2007/08 wurde zur Di Salvos sportlich erfolgreichsten seit seiner Unterschrift beim TSV 1860 München. In der Hinrunde hatte er bereits nach acht Spielen sieben Tore geschossen und traf auch im DFB-Pokal viermal, womit er an der Spitze der vereinsinternen Torjägerliste stand. In der Rückrunde warf ihn ein Riss der Syndesmose zurück. Seitdem konnte er nicht mehr an seine Topform aus der Hinrunde der Saison 2007/08 anknüpfen. In der Hinrunde der Spielzeit 2008/09 kam er zwölfmal zum Einsatz, blieb torlos und spielte nur einmal über 90 Minuten. In der Rückrunde wurde er immer wieder von kleineren Verletzungen zurückgeworfen, sodass er nicht zum Einsatz kam.

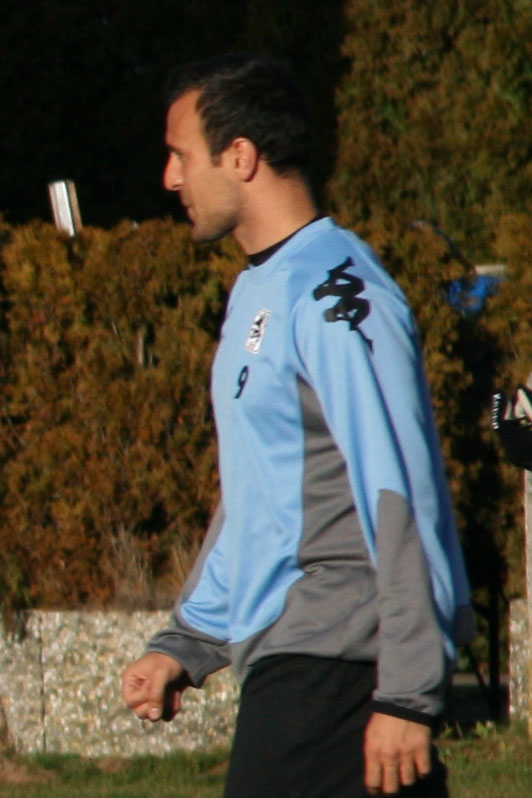
Di Salvo mit 1860 München (2007)

Der im Sommer 2009 von der Vereinsseite nahegelegte Wechsel zu einem anderen Verein konnte am Ende der Transferperiode nicht realisiert werden. Di Salvo, weiterhin zum Kader der Sechzger zählend, wurde daraufhin von Trainer Ewald Lienen vom Mannschaftstraining ausgeschlossen. Nachdem er einige Wochen lang zusammen mit Marvin Pourie, der beim TSV 1860 München ebenfalls in Ungnade gefallen war, von Co-Trainer Bernhard Winkler separat trainiert wurde, nahm er ab Oktober am Training der zweiten Mannschaft der Sechzger teil.
In der folgenden Winterpause wechselte Di Salvo zum österreichischen Erstligisten Kapfenberger SV. Bei den Obersteirern unterschrieb er einen leistungsorientierten, bis zum Sommer 2010 gültigen Vertrag, der dann nicht mehr verlängert wurde. Am 20. Februar 2010 (21. Spieltag) debütierte er beim 1:1-Unentschieden im Heimspiel gegen die SV Ried, als er in der 60. Minute für Deni Alar eingewechselt wurde.

## Karriere als Trainer
Di Salvo beendete bald darauf seine Karriere und erwarb den B-Trainerschein, woraufhin er im Sommer 2011 zu seinem ehemaligen Verein FC Bayern München zurückkehrte und bis 2013 als Co-Trainer der B1-Junioren (U17) aktiv war. Seit 2012 war er Inhaber der Trainer-A-Lizenz.
Vom 1. Juli 2013 bis 30. Juni 2016 betreute er in dieser Funktion unter dem Cheftrainer Marcus Sorg die deutsche U19-Nationalmannschaft, die er 2014 mit zum Europameistertitel führte. Des Weiteren ist er als DFB-Stützpunktkoordinator für Ostbayern zuständig. Bei der U19-Europameisterschaft 2016 assistierte er noch Guido Streichsbier, bevor er am 1. Juli 2016 als Assistenztrainer unter Stefan Kuntz zur U21-Nationalmannschaft wechselte. Mit der deutschen U21 wurde er 2017 und 2021 Europameister. Der U21-Trainerstab betreute auch die Olympiamannschaft beim Fußballturnier der Olympischen Sommerspiele 2020. Unterdessen bestand Di Salvo im März 2018 seinen Trainerlehrgang und erhielt die Fußballlehrer-Lizenz des DFB.
Im September 2021 wurde Kuntz Cheftrainer der türkischen Nationalmannschaft. Di Salvo trat daraufhin seine Nachfolge an.

## Erfolge als Co-Trainer
- U21-Europameister: 2017, 2021
- U19-Europameister: 2014

## Sonstiges
Di Salvos Eltern kamen 1970 von Sizilien nach Bad Lippspringe. Sein Schwiegervater Günther Rybarczyk ist ein ehemaliger Fußballspieler und war vom 1. Juli 2000 bis 11. August 2006 sportlicher Leiter des SC Paderborn.